# Jean-Pierre Ferrière
Pour les articles homonymes, voir Ferrière.
Jean-Pierre Ferrière, né le 4 mars 1933 à Châteaudun, est un écrivain, scénariste et dialoguiste français.

## Biographie
Lors de son service militaire effectué à Casablanca et Rabat, au Maroc, Jean-Pierre Ferrière écrit des pièces pour Radio Maroc qui sont acceptées et diffusées par cette station. À son retour en France, il répond à une petite annonce publiée par le Figaro et devient ainsi le secrétaire, pendant près d'un an, de Brigitte Bardot.
Une amie fait lire à Frédéric Ditis, à la recherche de nouveaux jeunes auteurs pour sa maison d'édition, ses pièces "marocaines". Enthousiasmé, ce dernier convoque Jean-Pierre Ferrière et lui propose assez rapidement un contrat. Nous sommes en 1956 et, bien que perplexe et peu motivé, Jean-Pierre Ferrière abandonne d'abord Brigitte Bardot, puis commence la rédaction d'un manuscrit lequel, terminé, est remis à Frédéric Ditis. La réaction de l'éditeur est mitigée, mais devant l'intransigeance de l'auteur, il se résigne à publier en 1957 Cadavres en solde, avec une magnifique couverture signée Gianni Benvenuti. Le succès est immédiat, avec 50000 exemplaires vendus en quelques semaines et de nombreuses lettres de lecteurs demandant une suite aux aventures des hilarantes héroïnes Blanche et Berthe Bodin, deux sœurs et vieilles filles septuagénaires qui habitent Orléans. « Faussement naïves, ces détectives amateurs (inspirées par [la] grand-mère [de l'auteur] et sa meilleure amie) s'avèrent en fait très astucieuses. ». Au total, la série compte 7 romans : Cadavres en solde, Cadavres en vacances, Cadavres en goguette, Cadavres en mitaines, Cadavres sur canapé et Cadavres en location. Les sœurs Bodin apparaissent aussi dans la nouvelle Cadavres sur ordonnance et aussi dans trois pièces radiophoniques : Cadavre-surprise, Cadavre en première vision et Cadavre de compagnie.
Pour la série radiophonique Les Maîtres du mystère, Ferrière crée le personnage d'Évangéline Saint-Léger, une séduisante bourgeoise de 38 ans, qui joue au détective avec un flair remarquable. L'héroïne apparaît également dans une série de quatre romans.
Après la disparition de la collection La Chouette, Ferrière passe au Fleuve noir dans la collection Spécial Police où il écrit des suspenses qui ont pour cadre la ville imaginaire de Châtignes, avant de migrer hors collection pour signer « des romans psychologiques et criminels se situant dans les milieux du cinéma et du show-business. »
En 1961, il écrit la comédie musicale La femme-femme sur des chansons de Bernard Lelou et Ricet Barrier. Pour ce dernier, il écrit aussi quelques paroles de chansons.

## Œuvre

### Romans

#### SérieBlanche et Berthe Bodin
- Cadavres en soldes, éditions Ditis, collection La Chouette no 51, 1957
- Cadavres en vacances, éditions Ditis, collection La Chouette no 78, 1958
- Cadavres en goguette, éditions Ditis, collection La Chouette no 105, 1958 ; réédition, J'ai lu. J'ai ri no 245, 1966
- Cadavres en mitaines, éditions Ditis, collection La Chouette no 132, 1959 ; réédition, J'ai lu. J'ai ri no 207, 1965
- Cadavres sur canapé, éditions Ditis, collection La Chouette no 140, 1959
- La Fille en question, éditions Ditis, collection La Chouette no 180, 1960
- Cadavres en location, éditions Ditis, collection La Chouette no 202, 1961
- Les Enquêtes des sœurs Bodin, (volume omnibus réunissant tous les titres de la série, Marseille, LGP, 1993  (ISBN 2-909959-02-3)

#### SérieÉvangéline
- Évangéline ne reçoit plus, éditions Ditis, collection La Chouette no 185, 1960
- Évangéline donne le ton, éditions Ditis, collection La Chouette no 208, 1961
- La Mort en sautoir, éditions Fleuve noir, Spécial Police no 770, 1970
- Folles de haine, éditions Fleuve noir, Spécial Police no 1160, 1975

#### Autres romans
- À tout casser, éditions Ditis, collection La Chouette no 61, 1957
- Maquillage, éditions Ditis, collection La Chouette no 70, 1957
- À plate couture, éditions Ditis, collection La Chouette no 73, 1957
- Pas folle, éditions Ditis, collection La Chouette no 88, 1958
- Faites chanter Margot, éditions Ditis, collection La Chouette no 102, 1958
- Sortie de secours, éditions Ditis, collection La Chouette no 115, 1959
- Le Goût du malheur, éditions Ditis, collection La Chouette no 145, 1959
- Une femme comme les autres, éditions Ditis, collection La Chouette no 160, 1960
- Coup de soleil, éditions Ditis, collection La Chouette no 169, 1960
- Les Veuves, éditions Ditis, collection La Chouette no 213, 1961 ; réédition, J'ai lu. Policier no 2, 1963
- Constance aux enfers, éditions Fleuve noir, Spécial Police no 383, 1963
- Lamento, éditions Fleuve noir, Spécial Police no 411, 1964
- Un diable sur mesure, éditions Fleuve noir, Spécial Police no 470, 1965
- Sainte angoisse, éditions Fleuve noir, Spécial Police no 516, 1966
- Marie-meurtre, éditions Fleuve noir, Spécial Police no 573, 1967
- Un climat mortel, éditions Fleuve noir, Spécial Police no 634, 1968 ; réédition, Librairie des Champs-Élysées, Le Masque no 1732, 1983
- Les Pleureuses, éditions Fleuve noir, Spécial Police no 683, 1968
- Les Apprentis-Sorciers, éditions Fleuve noir, Spécial Police no 706, 1969
- Je t'assassine, tu m'assassines, éditions Fleuve noir, Spécial Police no 729, 1969
- Un très long voile de deuil, éditions Fleuve noir, Spécial Police no 747, 1969
- La Tuerie, éditions Fleuve noir, Spécial Police no 782, 1970
- La mort n'a pas de faux cils, éditions Fleuve noir, Spécial Police no 824, 1970
- Une atroce petite musique, éditions Fleuve noir, Spécial Police no 849, 1971
- Une vieille poupée toute cassée, éditions Fleuve noir, Spécial Police no 877, 1971
- Les Sangsues, éditions Fleuve noir, Spécial Police no 894, 1971
- Rictus, éditions Fleuve noir, Spécial Police no 927, 1972
- Embrasse-moi, assassin !, éditions Fleuve noir, Spécial Police no 950, 1972
- Les Désespérés de la semaine, éditions Fleuve noir, Spécial Police no 978, 1972
- Apprenez donc à tuer, éditions Fleuve noir, Spécial Police no 1005, 1973
- Pauvres petites giroflées, éditions Fleuve noir, Spécial Police no 1055, 1973
- Cinémaniaque, éditions Fleuve noir, Spécial Police no 1070, 1973
- Allô, je meurs, éditions Fleuve noir, Spécial Police no 1082, 1974
- Les Monstresses, éditions Fleuve noir, Spécial Police no 1122, 1974
- Une ombre démesurée, éditions Fleuve noir, Spécial Police no 1197, 1975
- Faites chanter l'ogresse, éditions Fleuve noir, Spécial Police no 1210, 1975 ; réédition sous le titre Bronzage intégral, LGF, Le Livre de poche no 5788, 1983
- La Femme en néon, éditions Fleuve noir - Collection Grands Romans, 1977
- La Nuit de Mme Hyde, éditions Fleuve noir - Collection Grands Romans, 1977 ; réédition, J'ai lu. Policier no 933, 1979
- Des relations de plage, éditions Fleuve noir - Collection Grands Romans, 1978 ; réédition, J'ai lu. Policier no 1027, 1980
- Le Carnet noir de Rosemonde Talbot, éditions Fleuve noir - Collection Grands Romans, 1979  ; réédition, J'ai lu. Policier no 1103, 1980 ; réédition, éditions Noir Délire, 2004
- Jusqu'à ce qu'amour s'ensuive, éditions Fleuve noir - Collection Grands Romans, 1979
- Boulevard des stars, éditions Mengès1980
- Jamais plus comme avant, éditions J'ai lu. Policier no 1241, 1981
- Pour l'amour d'une star, éditions J'ai lu. Policier no 1278, 1982
- Le diable ne fait pas crédit, éditions J'ai lu. Policier no 1339, 1982
- Chambres séparées, , éditions J'ai lu. Policier no 1376, 1982
- Pitié pour les stars, éditions J'ai lu. Policier no 1487, 1983
- Une femme sans histoires, LGF, Le Livre de poche no 5844, 1983
- Tout pour le rôle, LGF, Le Livre de poche no 5960, 1984
- Chère Stéphanie, LGF, Le Livre de poche no 6032, 1985
- L'Ami de cœur, LGF, Le Livre de poche no 6117, 1985
- Le Trouble-crime, éditions Fleuve noir, Spécial Police no 1946, 1985
- Le Dernier Sursaut, éditions Fleuve noir, Spécial Police no 2030, 1986
- Le Bel Imposteur, LGF, Le Livre de poche no 6212, 1986
- La Femme en ombre chinoise, éditions Hermé, 1990
- Le Passage du gay, éditions Blanc, 1998
- La Gifle dans un café, éditions Encrage, 2000
- Meurtre en bonus, éditions Page après Page, 2003
- La Mort qu'on voit danser, éditions Page après Page, 2004
- Des relations de plage, éditions H&O, 2005
- Service de nuit, éditions H&O, 2006
- Haine, ma sœur haine, éditions Noir Délire, 2005
- Les Ténébreuses, trois romans en 1 volume, éditions Noir Délire, 2006
- Cinémaniaques, trois romans en 1 volume, éditions Noir Délire, 2007
- La seine est pleine de révolvers, éditions Noir Délire, mars 2008 ; réédition French Pulp Éditions, septembre 2017
- La Mort qu'on voit danser, éditions Noir Délire, 2008
- Rictus, éditions Plon, 2010
- Dérapages, éditions Noir Délire, décembre 2011
- Retour en noir, éditions Noir délire, 2014

### Nouvelles
- Quelque chose m'est arrivé dans le métro, Alfred Hitchcock magazine, no 3
- Larmes du crime, Anthologie du mystère de Jacques Baudou, Le Livre de poche no 6561
- Le Passé décomposé, Alfred Hitchcock magazine, no 22

### Théâtre
- La Femme-femme, comédie musicale, musique et livret de Ricet Barrier et Bernard Lelou
- 1973 : Aurélia, comédie policière de Robert Thomas, avec la collaboration de Jean-Pierre Ferrière, d’après le roman de Jean-Pierre Ferrière. Création au Théâtre Daunou, le 31 janvier 1973, dans une mise en scène de l'auteur, des décors de Jacques Marillier, des costumes de Joseph Poular. Avec : Corinne Marchand, Michel Le Royer, Anne Deleuze, Annie Cariel, Xavier Fonti et Florence Blot.

### Radio
- Une quarantaine de pièces radiophoniques diffusées par France Inter pour les émissions de Germaine Beaumont Les maîtres du mystère et L'heure du mystère.

## Filmographie

### Comme auteur adapté et/ou scénariste

#### Au cinéma
- 1962 : Cadavres en vacances, film français réalisé par Jacqueline Audry d'après le roman éponyme.
- 1963 : Du grabuge chez les veuves, film franco-italien réalisé par Jacques Poitrenaud d'après le roman Les veuves, avec Danielle Darrieux, Dany Carrel et Jean Rochefort.
- 1963 :  Constance aux enfers, film français réalisé par François Villiers d'après le roman éponyme, avec Michèle Morgan.
- 1975 :  Divine, film français réalisé par Dominique Delouche, avec Danielle Darrieux, Jean Le Poulain et Richard Fontana (scénario, dialogues et chansons).

#### À la télévision
- 1974 : Une atroce petite musique, téléfilm de Georges Lacombe réalisé d'après le roman éponyme.
- 1980 : La Mort en sautoir, téléfilm français réalisé par Pierre Goutas d'après le roman éponyme, avec Danielle Darrieux.
- 1993 : Une femme sans histoire, téléfilm français réalisé par Alain Tasma d'après le roman éponyme.
- 1988 - 1998 : Intrigues : 81 téléfilms de la série d'Abder Isker, réalisés par Dominique Giuliani, Philippe Gallardi, Stéphane Bertin, Emmanuel Fonlladosa et diffusées par TF1.

## Sources
- Jacques Baudou et Jean-Jacques Schleret, Le Vrai Visage du Masque, vol. 1, Paris, Futuropolis, 1984, 476 p. (OCLC 311506692), p. 193-195.
- Jacques Baudou et Jean-Jacques Schleret, Les Métamorphoses de la chouette : Détective-club, Paris, Futuropolis, 1986 (ISBN 978-2-737-65488-6), p. 169.
- Claude Mesplède, Dictionnaire des littératures policières, vol. 1 : A - I, Nantes, Joseph K, coll. « Temps noir », 2007, 1054 p. (ISBN 978-2-910-68644-4, OCLC 315873251), p. 727-728.